# Rings
Rings er en amerikansk gyserfilm fra 2016, instrueret af F. Javier Gutiérrez.

## Medvirkende
- Matilda Anna Ingrid Lutz som Julia
- Alex Roe som Holt
- Johnny Galecki som Gabriel
- Aimee Teegarden som Sky
- Bonnie Morgan som Samara
- Vincent D'Onofrio som Burke
- Laura Wiggins som Faith
- Zach Roerig som Carter
- Surley Alvelo som Shanda
- Andrea Laing som Libby